# 霍克湾

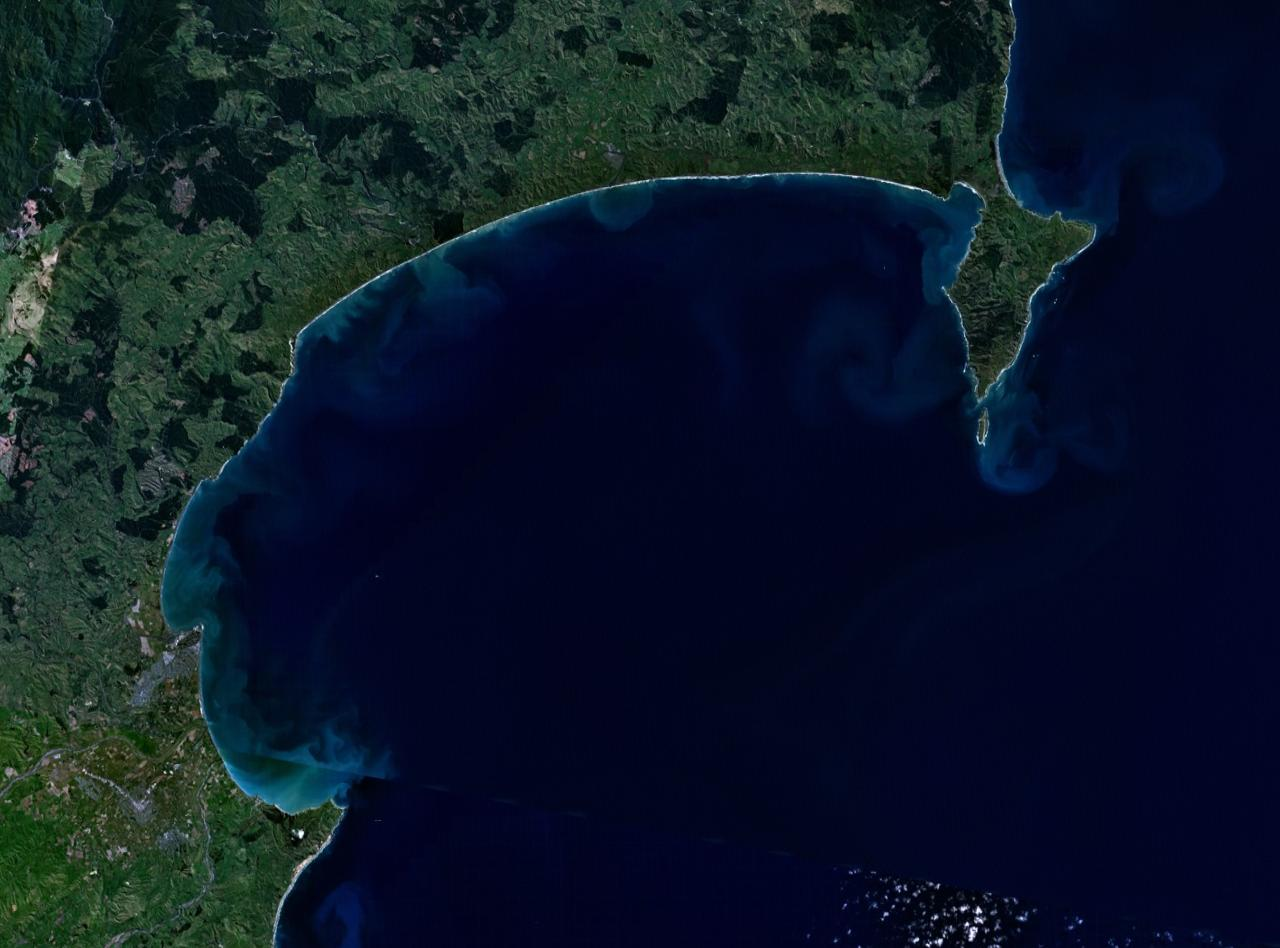
霍克湾的NASA卫星照片

霍克湾是新西兰北岛东岸的一个大海湾。霍克湾位于玛希亚半岛（Mahia Peninsula）与拐子角之间。霍克湾长80公里，宽56公里。1769年，库克船长到达此处，并以英国爵士爱德华·霍克的姓氏命名。